# Puiseux (Ardenne)
Puiseux è un comune francese di 112 abitanti situato nel dipartimento delle Ardenne nella regione del Grand Est.

## Storia

### Simboli
Lo stemma comunale è stato adottato il 29 maggio 2006 e riprende il blasone di Henri de Vouziers, signore di Puiseux nel 1402; il merlotto ricorda quello dello stemma di Gérard de Lescuyer, signore del luogo, la cui pietra tombale si trova nella chiesa di Puiseux; il giglio deriva dall'emblema dell'abbazia di Saint-Pierre-les-Dames di Reims che percepiva le decime del paese.

## Monumenti e luoghi d'interesse
- Chiesa di Saint-Honoré

## Società

### Evoluzione demografica
Abitanti censiti